# Paškapole

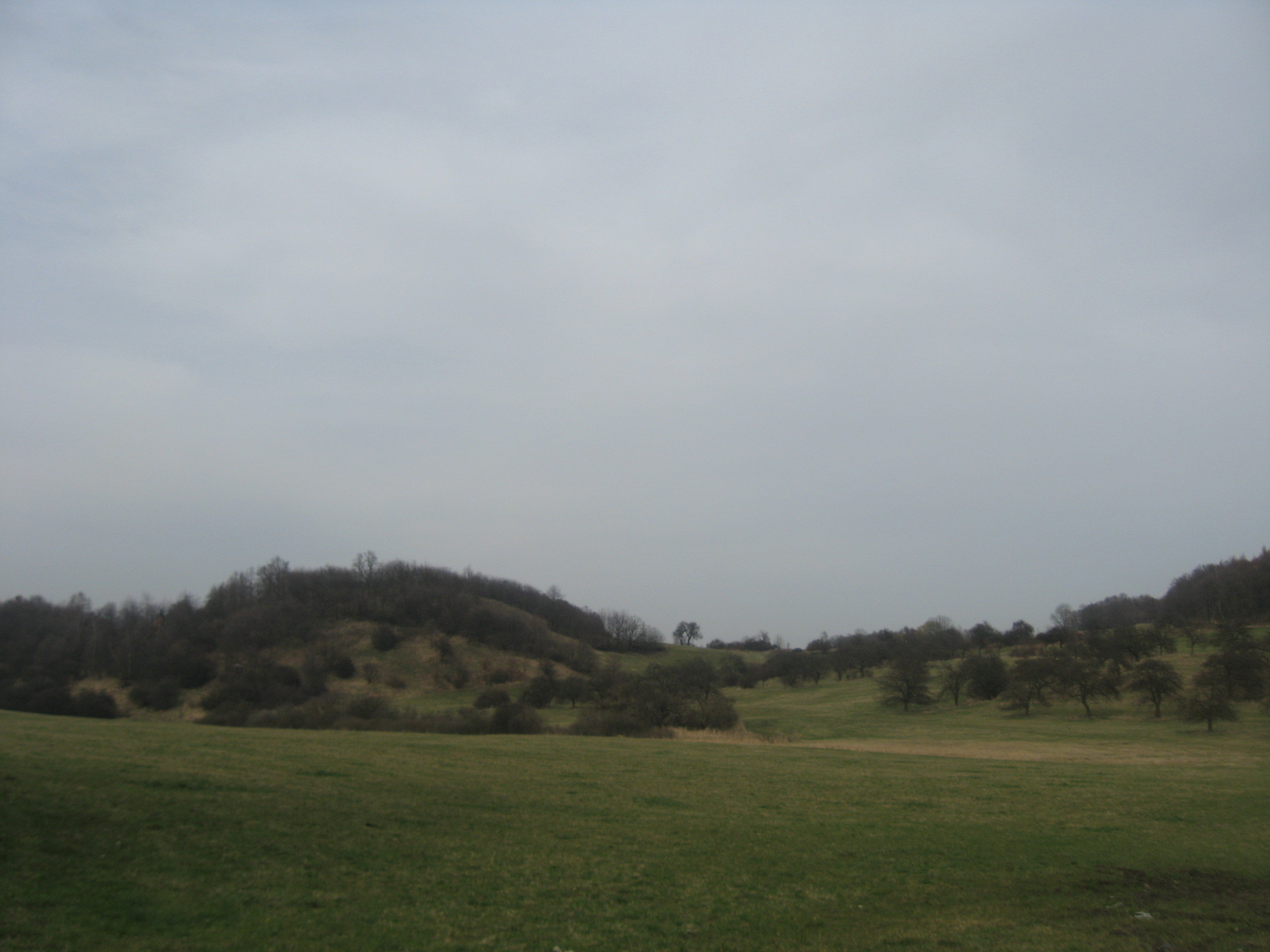
Paškapole s Hadím vrchem

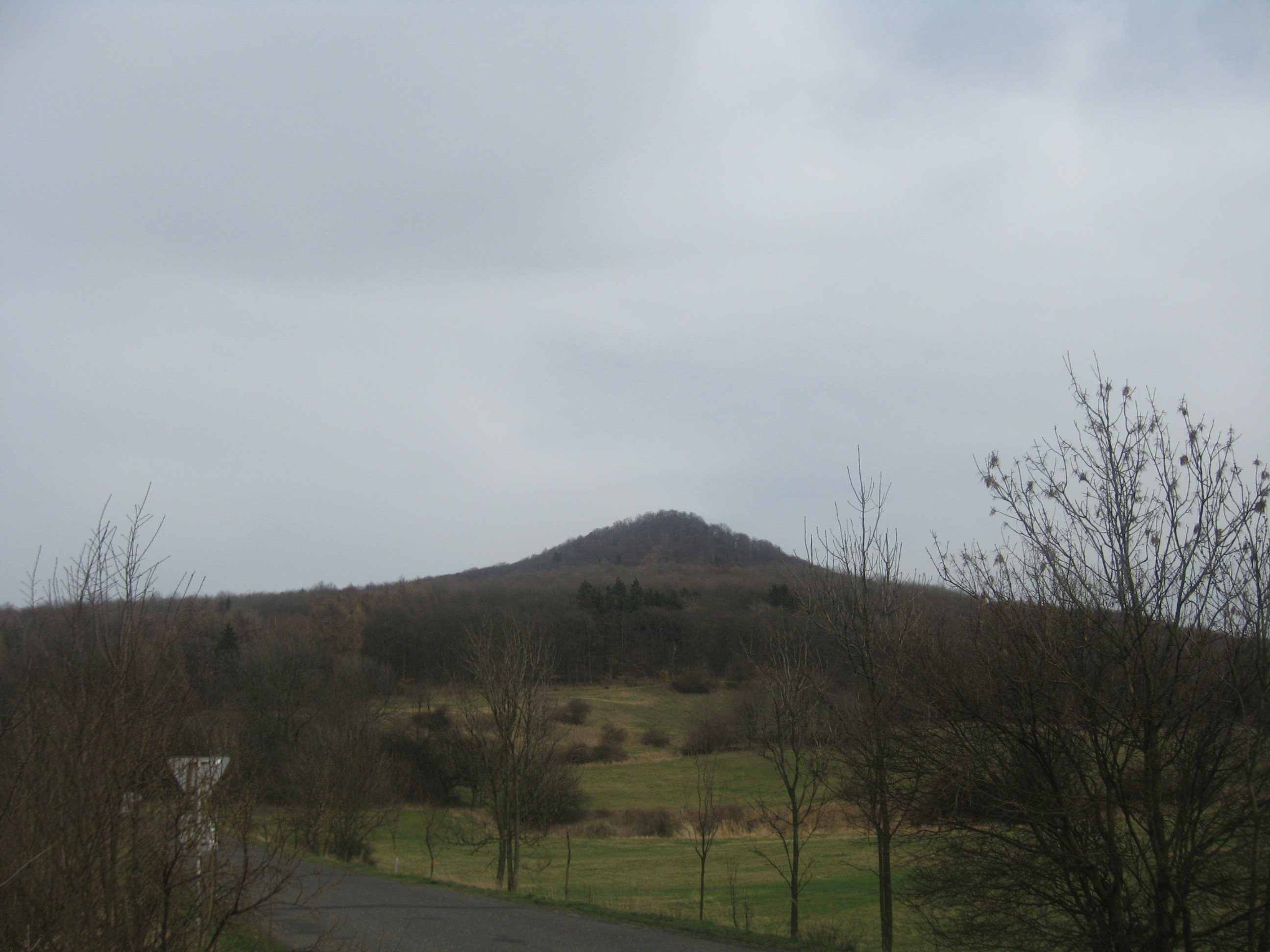
Kletečná od Paškapole

Paškapole (472 m n. m.) je název horského sedla v Chráněné krajinné oblasti České středohoří, která se nachází mezi nejvyšší horou Českého středohoří Milešovkou a dalším vysokým vrchem Kletečná (706 m).
Prochází tudy silnice I/8 z Lovosic do Teplic, která se do roku 2016 kryla s evropskou silnicí E55. Sedlo Paškapole mezi obcemi Velemín a Bořislav je nejvyšším bodem na této trase. Jméno této rozsedliny snad pochází od místních loupežníků či šlechtických lapků (ti možná sídlili na hradě Ostrý), kteří prý právě v těchto místech v dávných dobách přepadávali pocestné.

## Poloha dálnice
Dálnice D8 vedoucí z Prahy do Drážďan měla být původně vedena po staré trase mezinárodní silnice E55. Po řadě občanských a ekologických protestů byla trasa D8 (a s ní i E55) nakonec přesunuta asi o 2 km východně směrem k Prackovicím, takže doprava se úseku Paškapole do značné míry vyhýbá.

## Mineralogická lokalita
Prostor u sedla Paškapole v Českém středohoří je evidován jako významná mineralogická lokalita s výskytem pyroxenů. Jedná se zejména o nálezy krystalů augitu, amfibolu a silně přeměněného flogopitu v hornině, označované jako leucitický bazanit.